# Солнцев, Всеволод Фёдорович
Всеволод Фёдорович Солнцев (18 (30) июля 1866—?) — русский историк, библиограф

, литературный критик и педагог; один из авторов Энциклопедического словаря Брокгауза и Ефрона.

## Биография
Всеволод Солнцев родился в семье художника-археолога Ф. Г. Солнцева[уточнить]. 
С 1878 по 1884 год учился в филологической гимназии при Санкт-Петербургском филологическом институте, которую окончил с золотой медалью; затем окончил историко-филологический факультет Санкт-Петербургского университета со званием кандидата (1888). По его просьбе 12 октября 1889 года был причислен к Министерству народного просвещения с направлением в Императорскую публичную библиотеку, где занимался описанием книг. Несмотря на то, что в следующем году, 27 мая, он был назначен преподавателем латинского языка в 3-ю Санкт-Петербургскую гимназию, вплоть до 1893 года он продолжал, по собственной инициативе, работу по описанию библиотечных фондов. В гимназии он преподавал также русский язык, логику и географию.
Одновременно был редактором в Центральном статистическом комитете, работал на статистических курсах Министерства внутренних дел; состоял помощником начальника службы по подготовке железнодорожных агентов (дорпрофобр) Николаевской железной дороги.
В период 1905—1914 годов им были напечатаны сборники «Города России в 1904 году», «Города России в 1910 году», ряд статей в «Ежегоднике императорских театров», в «Ежегоднике России» и в «Статистическом ежегоднике».
После октябрьской революции 1917 года Всеволод Фёдорович Солнцев работал преподавателям в средней школе. Последние сведения о нём относятся к 1925 году.